# Luigi Astore
Luigi Astore (Nizza Monferrato, 25 novembre 1906 – Turin, 26 octobre 1974) est un compositeur et arrangeur italien.

## Biographie
Diplômé du Conservatoire Giuseppe Verdi de Turin, il entre à l'Ente Italiano per le Audizioni Radiofoniche (EIAR) en tant qu'arrangeur et chef d'orchestre. Il joue également dans quelques formations orchestrales.
Il se consacre également à la composition de chansons, collaborant souvent avec Riccardo Morbelli, avec qui il écrit, entre autres, sa chanson la plus célèbre, Ba ba baciami piccina, chantée par Alberto Rabagliati en 1940 et réinterprétée plus tard par de nombreux artistes, dont le Quartetto Cetra, Natalino Otto, Teddy Reno, Rosemary Clooney (traduit en anglais avec le titre Botch a Me ) et Jula De Palma (sur son album Whiskey and Dixie en 1967).
Un autre succès écrit avec Morbelli et Virgilio Fucile est Casa natalia, chanté par Giovanni Vallarino.
Il poursuit son activité de compositeur après la guerre, collaborant avec Renato Scala et Luciana Medini, avec qui il écrit en 1969 ...e vedrai, enregistré par Angelica. En 1968, il écrit I Can't Pretend et Tango per Maria pour Raf Cristiano.
En 1950, il entre dans l'ensemble de Cinico Angelini, Angelini e otto strumenti.
Marié à Adele De Antoni, il est enterré au cimetière du parc de Turin.
En 2006, sa chanson la plus célèbre a été utilisée comme titre pour le film Baciami piccina de Roberto Cimpanelli.
22 chansons sont déposées à son nom à la Société italienne des auteurs et éditeurs.